# Henrique Constantino
Henrique Constantino é um empresário brasileiro. É cofundador da Gol Linhas Aéreas Inteligentes (GOL), vice-presidente do Conselho de Administração (vice-chairman) da GOL, e diretor da Smiles. Em 2001, o nacionalmente famoso golpista Marcelo Nascimento da Rocha, se passou pelo Henrique Constatino numa festa em Recife. Em 2006 entrou para a lista de bilionários da Forbes.

## Biografia
Henrique Constantino é LLB pelo Centro de Ensino Unificado de Brasília (UniCEUB) e mestrado pela Fundação Getúlio Vargas (FGV).
Fundou com seus irmãos (Joaquim, Ricardo e Júnior), uma empresa de ônibus que faturou cerca de 1,5 bilhão em 2013. A origem do grupo é o negócio criado pelo pai deles, Nenê Constantino, no fim dos anos 40.
Atua como diretor financeiro do Grupo Comporte desde 1994.
É vice-presidente e diretor do Smiles SA desde 22 de fevereiro de 2013.
Em 2013 casou-se com a empresária Vanessa Martinez, proprietária da marca de sapatos Santa Lolla.

## Suspeitas de corrupção
Em julho de 2016, Henrique Constantino foi alvo de mandados de busca e apreensão na Operação Sépsis que investigou corrupção no Fundo de Investimentos do FGTS (FI-FGTS) e levou à prisão do lobista e doleiro Lúcio Bolonha Funaro, que é próximo de Eduardo Cunha, e Fábio Cleto, ex-diretor do FI-FGTS indicado pelo peemedebista.
De acordo com as investigações, as empresas rodoviárias Princesa do Norte e Expresso Maringá pagaram um milhão de reais à Jesus.com, que não tem empregados registrados, entre julho e novembro de 2012. A Gol depositou 1,4 milhão de reais, dividido em sete parcelas de 200 mil reais, entre julho e novembro de 2013. Princesa do Norte, Breda Transportes, Viação Piracicabana e Auto Ônibus Manoel Rodrigues pagaram outros 475 mil reais à empresa de Cunha em um único dia em maio de 2015. Naquele ano, o dinheiro vindo dos cofres da família Constantino foram a única receita da empresa do ex-deputado identificadas pela Receita Federal.